# Абелиолистник
Абелиоли́стник (лат. Abeliophýllum) — род двудольных цветковых растений, включённый в семейство Маслиновые (Oleaceae). Включает один вид — Абелиолистник двуря́дный (Abeliophyllum dístichum).

## Название
Научное название рода Abeliophyllum было впервые употреблено японским ботаником Накаи в 1919 году. Оно образовано от названия другого растения Abelia и др.-греч. φύλλων — «лист», что указывает на сходство листьев этих растений.

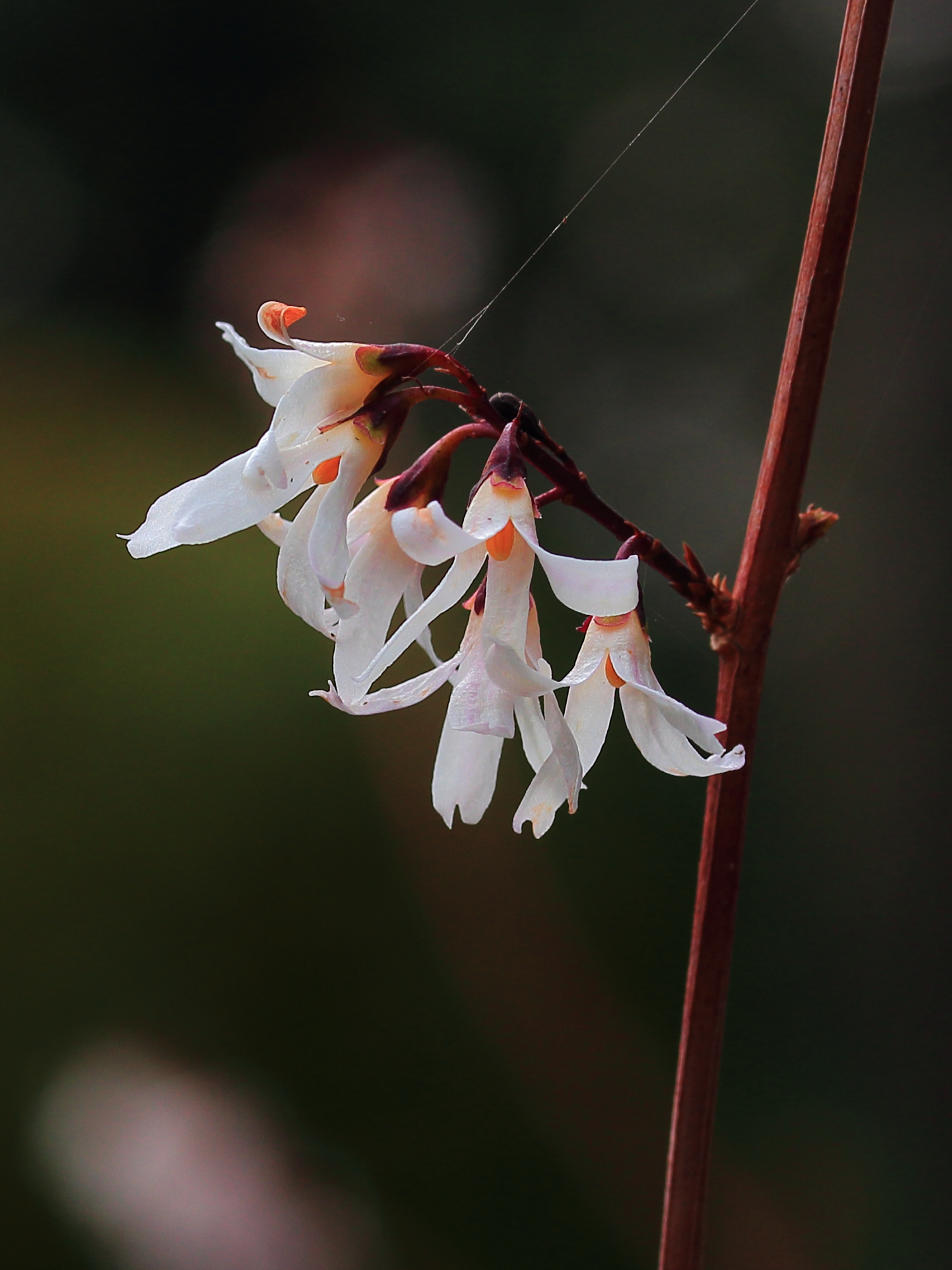
Цветки абелиолистника

## Ботаническое описание
Абелиолистник — листопадный кустарник. Листья простые, супротивно расположенные на стебле, тёмно-зелёные.
Соцветия кистевидные, появляющиеся в пазухах листьев задолго до их появления. Цветки ароматные, самонесовместимые, чашечка разделена на четыре закруглённых чашелистика. Венчик состоит из четырёх нахлёстывающихся лепестков, обычно белых, изредка розоватых. Тычинки в количестве двух. Завязь двухгнёздная.
Плод — шаровидная крылатка с двумя семенами.
Число хромосом 2n = 28.

## Ареал
Абелиолистник — очень редкое в дикой природе растение, эндемик Корейского полуострова. Выращивается как декоративное в Европе и Северной Америке.

## Таксономия
|  |                                      |  |                                                         |                                                         |                      |  | ещё 21 семейство (согласно Системе APG III) | ещё 21 семейство (согласно Системе APG III) |                    |  |                             |  | род Форсайтия | род Форсайтия |  |
|  |                                      |  |                                                         |                                                         |                      |  | ещё 21 семейство (согласно Системе APG III) | ещё 21 семейство (согласно Системе APG III) |                    |  |                             |  | род Форсайтия | род Форсайтия |  |
|  |                                      |  |                                                         | порядок Ясноткоцветные                                  |                      |  |                                             |                                             | триба Форсайтиевые |  |                             |  |               |               |  |
|  |                                      |  |                                                         | порядок Ясноткоцветные                                  |                      |  |                                             |                                             | триба Форсайтиевые |  | вид Абелиолистник двурядный |  |               |               |  |
|  | отдел Цветковые, или Покрытосеменные |  |                                                         |                                                         | семейство Маслиновые |  |                                             |                                             | род Абелиолистник  |  |                             |  |               |               |  |
|  | отдел Цветковые, или Покрытосеменные |  |                                                         |                                                         |                      |  |                                             |                                             |                    |  |                             |  |               |               |  |
|  |                                      |  | ещё 58 порядков цветковых растений (по Системе APG III) | ещё 58 порядков цветковых растений (по Системе APG III) |                      |  |                                             | ещё 4 трибы                                 | ещё 4 трибы        |  |                             |  |               |               |  |
|  |                                      |  |                                                         | ещё 58 порядков цветковых растений (по Системе APG III) |                      |  |                                             |                                             | ещё 4 трибы        |  |                             |  |               |               |  |